# Општина Кихеру Де Жос (Муреш)
Кихеру Де Жос (рум. Chiheru De Jos) општина је у Румунији у округу Муреш.
Oпштина се налази на надморској висини од 533 m.